# Franciszków (powiat lubelski)
Franciszków – wieś w Polsce położona w województwie lubelskim, w powiecie lubelskim, w gminie Strzyżewice.
| SIMC    | Nazwa     | Rodzaj    |
| ------- | --------- | --------- |
| 0391740 | Rechtówek | część wsi |

W latach 1975–1998 miejscowość należała administracyjnie do województwa lubelskiego.
Wieś stanowi sołectwo gminy Strzyżewice. Według Narodowego Spisu Powszechnego z roku 2011 wieś liczyła 207 mieszkańców.

## Historia
Dawna nazwa Grzebułka stanowiła część dóbr Strzyżewice. Wieś została założona jako folwark po 1840 r. przez dziedzica Strzyżewic – Franciszka Klamborowskiego, porucznika Wojsk Polskich, od którego też wzięła swoje imię.